# HMS Marlborough (1914)

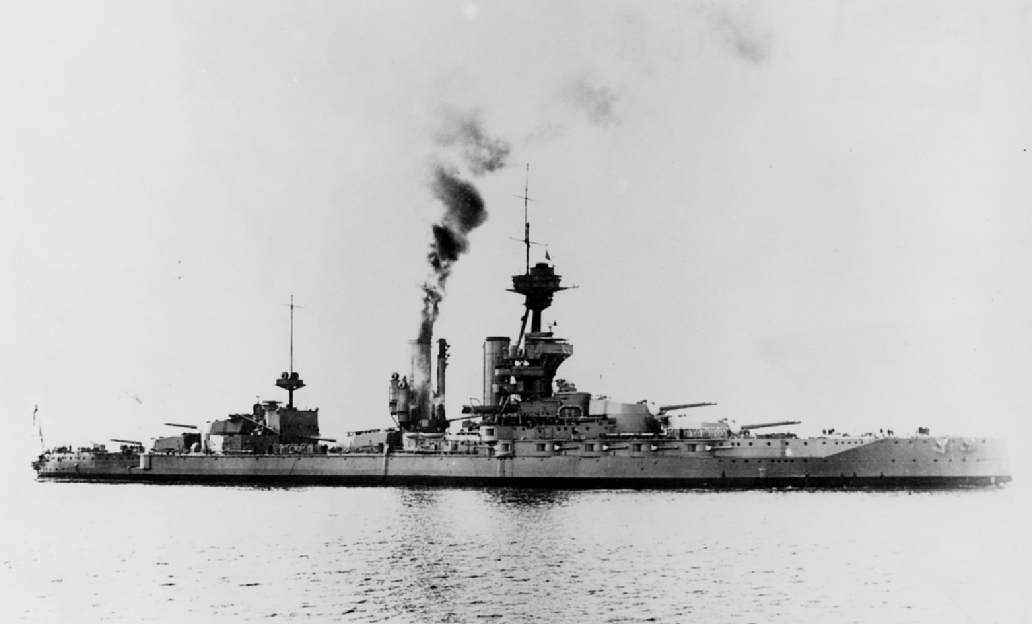
HMS Marlborough in 1912

HMS Marlborough was een slagschip van de Britse Royal Navy. Het schip was genoemd naar John Churchill, de eerste hertog van Marlborough. De bouwopdracht voor het schip werd in 1911 verstrekt. In januari 1912 werd de kiel gelegd bij de marinewerf van Portsmouth en het schip werd datzelfde jaar nog te water gelaten. In juni 1914 werd het in dienst gesteld.
HMS Marlborough maakte tijdens de Eerste Wereldoorlog deel uit van het 1st Battle Squadron van de Britse Grand Fleet en was gestationeerd in Scapa Flow. Ze nam deel aan de Zeeslag bij Jutland in mei 1916. Ze werd tijdens dit gevecht door een torpedo getroffen. Hierbij sneuvelden twee mannen en er vielen twee gewonden.

## Redding van de Romanovs
Begin 1919, tijdens de Russische Revolutie, stuurde koning George V van het Verenigd Koninkrijk op aandringen van zijn moeder, koningin-weduwe Alexandra van Denemarken (een zus van tsarina-moeder Maria Fjodorovna), HMS Marlborough naar de Krim om Maria Fjodorovna en een aantal andere familieleden van de tsarina-moeder uit de handen van de bolsjewieken te redden. Op dat moment was vice-admiraal Francis Pridham de eerste officier van het schip. Op 7 april 1919 kwam het schip aan op de Krim en werd een groot aantal leden van de familie Romanov in veiligheid gebracht. Pridham schreef over deze gebeurtenis in 1956 het boek “Close of a Dynasty”.
Aan boord van het schip bevonden zich:
- Tsarina-moeder Maria Fjodorovna, moeder van tsaar Nicolaas II
- Prinses Obolensky, hofdame Maria Fjodorovna
- Grootvorstin Xenia, zus van tsaar Nicolaas II en dochter van Maria Fjodorovna
- Prins Fjodor, tweede zoon van grootvorstin Xenia
- Prins Nikita, derde zoon van grootvorstin Xenia
- Prins Dimitri, vierde zoon van grootvorstin Xenia
- Prins Rostislav, vijfde zoon van grootvorstin Xenia
- Prins Vassily, zesde zoon van grootvorstin Xenia
- Prinses Irina, enige dochter van grootvorstin Xenia
- Prins Felix Joesoepov, echtgenoot van prinses Irina
- Prinses Irina Joesoepova, dochter van prinses Irina en prins Felix
- Prins Felix Joesoepov, vader van prins Felix Joesoepov
- Prinses Zinaïda Joesoepova, moeder van prins Felix Joesoepov
- Grootvorst Peter, neef van tsaar Nicolaas II
- Grootvorstin Militza, echtgenote van grootvorst Peter
- Prinses Maria, dochter van grootvorst Peter en grootvorstin Militza
- Prins Roman, zoon van grootvorst Peter en grootvorstin Militza
- Prinses Nadezhda, dochter van grootvorst Peter en grootvorstin Militza
- Prins Nicolaas Vladimirovitsj Orlov, echtgenoot van prinses Nadezhda
- Prinses Orlov, moeder van prins Nicolaas
- Grootvorst Nicolaas, neef van tsaar Nicolaas II en broer van grootvorst Peter
- Grootvorstin Anastasia, echtgenote van grootvorst Nicolaas
- Prins Sergej Dolgorukov, lid van de Russische adel
- Prinses Olga Dolgorukova, dochter van prins Sergej
- Prinses Sophia Dolgorukova, nicht van prins Sergej
- Prinses Olga Petrovna Dolgorukova, moeder van prins Sergej
- Een aantal dienstmeisjes en bedienden